# 谷八郎
谷 八郎（たに はちろう、1922年6月16日 - 2020年8月）は、日本競馬会、国営競馬、日本中央競馬会に所属した騎手、競走馬調教師。調教師時代にクラシック二冠馬ヒカルイマイなどを管理した。長男・谷潔は現在中央競馬調教師。田島良保、田原成貴、幸英明は、それぞれ門下生である。京都府出身（出生地は神奈川県）。旧姓名・宮代八郎。

## 経歴
1922年、神奈川県中郡二宮町に生まれる。生家は馬車運送業を営みながら、馬主として競走馬も所有しており、幼いころから馬に親しんだ。小学校卒業後、地方競馬の羽田競馬場少年騎手養成所に第1期生として入所、のちに騎手として羽田や八王子で騎乗した。その後、日中戦争の激化と共に地方競馬が休止されていき、全国組織である日本競馬会に移る。当初は馬主に京都競馬場の谷栄次郎を紹介されたが、当時の谷厩舎には繋駕速歩競走用の馬しかおらず、騎手免許交付の要件を満たしていなかったため、東京競馬場の川崎敬次郎厩舎に入門した。1942年に同会で騎手免許を取得。しかし前年末に勃発した太平洋戦争の戦況悪化により徴兵を受け、終戦まで陸軍近衛師団で過ごした。
復員後、兵役前よりの約定に従って京都に移り、一般競走馬を入れていた谷厩舎に所属。翌1946年、栄次郎の姪と結婚、婿養子となり、谷八郎と改姓した。以後は騎手として活動したが、大柄で年を重ねるごとに体重が増加していったため、騎手生活の後半は主に繋駕速歩競走に騎乗していた。騎手成績は通算1264戦98勝。騎手として大競走を勝つことはなかったが、1955年10月22日に行われた阪神第6競走においてタチバナヒメに騎乗した際、単勝オッズ558.7倍という最低人気ながら勝利し、中央競馬における単勝配当の史上最高記録を樹立している。この記録は2014年4月26日に更新されるまで58年半にわたり保持された。
1959年より調教師に転じ、京都競馬場に厩舎を開業。翌1960年春にキンシオーでタマツバキ記念を制し、重賞競走を初制覇。以後散発的に重賞に勝利していたが、1971年、「雑種血統」とも呼ばれた安馬のヒカルイマイで皐月賞と東京優駿（日本ダービー）に優勝し、八大競走制覇を果たした。同馬の主戦騎手は弟子の田島良保が務め、田島はJRAで最も若く、国営時代を含めると史上2番目に若いダービージョッキーとなっている。ヒカルイマイは史上3頭目のクラシック三冠が懸かった菊花賞を前に屈腱炎を発症し、三冠に挑むことなく引退した。また、同馬は後に谷の計らいにより余生を鹿児島県の牧場で送ったが、谷の顧客には九州出身の馬主が多く、一時は管理馬の半数以上が九州産馬で占められるなど「九州産馬の谷」としても知られた。ただしこれは九州産馬を誰も預かりたがらなかったからであるといい、谷自身はこの呼び名を好まなかった。
ヒカルイマイ以後、引退までの重賞勝利は2勝と華々しいものではなかったが、人材の面では田島に加え、通算1000勝を達成し「天才」とも称された田原成貴らを育成した。最後の弟子である幸英明も1000勝を達成している。若い田島を一貫してヒカルイマイに乗せ続けたことに例示されるように、谷は弟子に早くから責任を持たせ、その上で各自の自主性を重んじた。
1998年2月28日をもって定年引退。調教師通算成績は7615戦657勝（うち中央7580戦652勝）であった。
2020年8月に98歳で没したが、それから1年後の2021年8月にかつての門下生だった幸英明がヨカヨカで北九州記念を制した時の勝利者インタビューの席において、初めてその死が公にされた。

## 通算成績

### 騎手時代
| 区分 | 1着 | 2着 | 3着 | 騎乗数 | 勝率 | 連対率 |
| ---- | --- | --- | --- | ------ | ---- | ------ |
| 平地 | 57  | 89  | 92  | 775    | .073 | .188   |
| 障害 | 13  | 18  | 17  | 98     | .132 | .316   |
| 速歩 | 28  | 34  | 39  | 391    | .071 | .158   |
| 計   | 98  | 141 | 148 | 1264   | .077 | .189   |

### 調教師時代
| 通算成績 | 1着 | 2着 | 3着 | 4着以下 | 出走回数 | 勝率 | 連対率 |
| -------- | --- | --- | --- | ------- | -------- | ---- | ------ |
| 平地     | 615 | 680 | 654 | 5,232   | 7,181    | .086 | .180   |
| 障害     | 49  | 37  | 41  | 224     | 351      | .140 | .245   |
| 計       | 664 | 717 | 695 | 5,456   | 7,532    | .088 | .183   |

※上記のほか地方競馬で35戦5勝。
- 初出走：1959年3月7日 1回阪神1日目第3競走 トシオー（3着）
- 初勝利：1959年4月4日 2回京都1日目第2競走 ヨシヒカリ（延8頭目）
- 重賞競走11勝（うち八大競走2勝）

#### 主な管理馬
※括弧内は谷管理下の優勝重賞競走。太字は八大競走。
- キンシオー（1960年タマツバキ記念・春、タマツバキ記念・秋）
- クリバック（1967年小倉大賞典、金鯱賞）
- ペロバック（1968年小倉記念）
- ヒカルイマイ（1971年皐月賞、東京優駿、きさらぎ賞、NHK杯）
- ワイエムアロー（1982年愛知杯）
- ハクリョウベル（1986年中日新聞杯）

## 主な厩舎所属者
※太字は門下生。括弧内は厩舎所属期間と所属中の職分。
- 田島良保（1966年-1967年、1968年-1983年 騎手）
- 梅田康雄（1975年-1977年 騎手）
- 田原成貴（1978年-1989年 騎手）
- 谷潔（1979年-1994年 厩務員、調教助手）
- 横山雄一（1986年-1998年 騎手）
- 山本康二（1988年-1994年 騎手）
- 幸英明（1994年-1998年 騎手）